# Devagama rana
Devagama rana är en insektsart som beskrevs av William Lucas Distant 1906. Devagama rana ingår i släktet Devagama och familjen sköldstritar. Inga underarter finns listade i Catalogue of Life.